# Serie de colección 15 auténticos éxitos (álbum de Javier Solis)
Serie De Colección 15 Auténticos Éxitos es un álbum recopilatorio póstumo de Javier Solis lanzado en 1983, diecisiete años después de su muerte. Forma parte de la lista de los 100 discos que debes tener antes del fin del mundo, publicada en 2012 por Sony Music.

## Lista de canciones
- Sombras
- Payaso
- Entrega total
- Carabela
- Las rejas no matan
- Bésame y olvídame
- Lágrimas de amor
- Una limosna
- Esclavo y amo
- Amigo organillero
- Renunciación
- El loco
- En mi viejo San Juan
- Llorarás, llorarás
- Julia

- Datos: Q25412003